# Bulina (Petite-Pologne)
Pour les articles homonymes, voir Bulina.
Bulina est un village polonais de la gmina de Myślenice dans le powiat de Myślenice et dans la voïvodie de Petite-Pologne. Il se situe à environ 5 km à l'est de Myślenice et à 28 km au sud de la capitale régionale Cracovie.